# Canchungo
Canchungo ist eine Stadt mit 11.600 Einwohnern (Stand 2009) im Nordwesten Guinea-Bissaus. Sie gehört zur Verwaltungsregion Cacheu und liegt 21 km südlich der Stadt Cacheu und 79 km nördlich der Landeshauptstadt Bissau.
Canchungo ist Sitz des gleichnamigen Sektors mit einer Fläche von 643 km² und 43.709 Einwohnern.
Bis zur Unabhängigkeit 1974 trug die Stadt den kolonialen Ortsnamen Vila de Teixeira Pinto, benannt nach dem portugiesischen Kolonialoffizier João Teixeira Pinto (1876–1917).

## Bevölkerung
Der Ort hatte laut Zensus 2009 genau 11.600 Einwohner, mit den Manjaco als traditionell bedeutendster Ethnie.

## Gliederung
Die Sektorhauptstadt Canchungo ist in elf, mit Untergliederungen 16 Ortsteile (Bairros) gegliedert.
Der gesamte Sektor Canchungo umfasst knapp 120 Ortschaften, häufig ländliche Dörfer (Tabancas).
Zu den wichtigsten Orten neben der Sektorhauptstadt zählen:
- Bará (696 Einwohner)
- Beniche (675 Einwohner)
- Cabienque (605 Einwohner)
- Catchobar (1.015 Einwohner in zwei Ortsteilen)
- Cuécué (352 Einwohner)
- Jolmete (654 Einwohner)
- Pelundo (2.358 Einwohner in drei Ortsteilen)
- Petabe (719 Einwohner)
- Pisse (237 Einwohner)
- Tchulame (607 Einwohner)

## Kultur und Sehenswürdigkeiten
Die Stadt ist bekannt für ihr Kunsthandwerk, insbesondere die Korbflechterei, die Keramik und die gewebten Stoffe der Manjaco.
Eine Vielzahl Gebäude der portugiesischen Kolonialzeit haben sich erhalten, etwa der charakteristische Wasserturm von 1946, die Kirche, die Schule von 1947, das alte Kino und ehemalige Verwaltungsgebäude. Auch die zentralen Alleen sind noch in Gebrauch, mit den hohen Laternenpfählen der heute nicht mehr funktionierenden Straßenbeleuchtung.
Das frühere Denkmal Teixeira Pintos auf dem Platz in einem der zwei zentralen Kreisverkehre ist heute nicht mehr zu sehen: der Sockel blieb nach der Entfernung der Statue nach der Unabhängigkeit 1974 leer, die abgebaute Bronzestatue befindet sich mit anderen abgebauten Statuen aus der Kolonialzeit im Fort von Cacheu.

## Sport
Wichtigster Sportverein im Sektor ist der Fußballklub Futebol Clube de Canchungo. Nach mehreren Auf- und Abstiegen spielt er seit 2014 wieder in der höchsten Spielklasse des Landes, dem Campeonato Nacional da Guiné-Bissau. Zweimal konnte er bisher den Landespokal Taça Nacional da Guiné-Bissau gewinnen, 2014 und 2017.
Seine bisher erfolgreichste Saison spielte der Klub 2016/2017: nach seinem zweiten Gewinn des Landespokals schlug er den Landesmeister Sport Bissau e Benfica im guinea-bissauischen Supercup Supertaça "Boer" da Guiné-Bissau mit 1:0.
Der FC Canchungo empfängt seine Gäste im Estádio Saco Vaz.

## Wirtschaft und Verkehr
Canchungo ist ein bedeutender regionaler Handelsort, insbesondere seine Markthalle, deren bunte Stände sich bis über die zentrale Allee erstrecken. Der hiesige Bankschalter der Banco da África Ocidental und die Tankstelle der portugiesischen Galp am Ortseingang sind die einzigen Versorgungseinrichtungen ihrer Art bis zur Regionshauptstadt Cacheu.
Die Stadt ist über eine vergleichsweise gute Asphaltstraße mit der Hauptstadt Bissau verbunden, jedoch geht diese am Ortseingang von Canchungo in Lehmpisten über.
Canchungo verfügt über einen Flugplatz mit dem ICAO-Code GGCG.

## Persönlichkeiten
- António Baticã Ferreira (* 1939), Lyriker und Arzt
- Aristides Gomes (* 1954), Premierminister
- Américo Gomes (1974–2025), Popsänger

## Städtepartnerschaft
- Villach
- Porto[7]